# Stara krčma (EP Matije Markovića)
Stara krčma, EP hrvatskog glazbenika iz BiH Matije Markovića koji je živio i radio u Srbiji. Tiskalo ga je poduzeće Jež iz Beograda. Objavljen pod etiketom Šumadija. Marković pjeva pjesme u pratnji orkestra Ferida Mujkića.
Popis pjesama na A strani:
- Stara krčma (Ferid Mujkić - Miša Marković)
- Stara lipa  (Ferid Mujkić)

Popis pjesama na B strani:
- Odlazi što pre   (Ferid Mujkić)
- Ja provodim tamne noći (Ferid Mujkić - Halil Ombašić)